# 2008 у театрі

## Події

### Театральні починання
- Показом експериментальної вистави «Coconut Sky» на фестивалі «Студвесна — 2008» у Криворізькому державному педагогічному університеті розпочинає свою роботу театру-студія «Баобаб» (м. Кривий Ріг). Акторами були студенти факультету української філології, режисерка — випускниця цього ж факультету Тетяна Леонідова, яка закінчила до того часу ще й Київський університет культури[1]
- Львівський муніципальний театр було започатковано на базі Львівського театру Західного оперативного командування (ЗахОК), від якого Міністерство оборони України відмовилося напередодні у зв'язку із прийнятим рішенням про недоцільне та збиткове утримання театру. Муніципальний театр перейшов у підпорядкування Львівської міської ради[2]

## Прем'єри
Лютий
- 20 лютого —
  - «Танахшпіль» (патографія часу) Євгена Лавренчука за мотивами сучасної ізраїльської прози та Книг Старого Завіту (реж. Євген Лавренчук, Одеський академічний російський драматичний театр) (присвята пам’яті Піни Бауш)[3][4][5]

Березень
- 7 березня —
  - «Я згадую… Амаркорд» Олександра Білозуба, О.Сікорської (реж. Олександр Білозуб, Національний академічний драматичний театр імені Івана Франка, м. Київ)[6]

Травень
- 12 травня —
  - «Ігри імператорів» Сергія Кузика за творами «97» Миколи Куліша, «Калігула» Альбера Камю та філософськими трактатами Григорія Сковороди (реж. Сергій Кузик, Івано-Франківський академічний український музично-драматичний театр імені Івана Франка)

- 23 травня —
  - «Едіт Піаф. Життя в кредит» Юрія Рибчинського на музику Вікторії Васалатій (реж. Ігор Афанасьєв, Національний академічний драматичний театр імені Івана Франка, м. Київ)

Червень
- 4 червня —
  - «Та, що слухає кроки» за мотивами п’єси «Дівчина моєї мрії» Миколи Коляда та п’єси «Кроки» Семюела Бекета (реж. Олександр Ковшун, Харківський академічний український драматичний театр імені Тараса Шевченка, мала сцена)

Жовтень
- 31 жовтня —
  - «Після армії» Родіона Белецкого (реж. Володимир Петренко, Дніпровський драматичний молодіжний театр «Віримо!»)

Листопад
- 22 листопада —
  - «Голодна кров» Олени Бісик, Тетяни Волкової, Дарьї Мєдвєдєвої (реж. Володимир Петренко, Дніпровський драматичний молодіжний театр «Віримо!»)

Без дати
- - «Віяло леді Віндермір» Оскара Вайлда (реж. Володимир Петренко, Дніпропетровський академічний театр російської драми імені Максима Горького)
  - «Легенда про Фауста» за мотивами творів Й. Шпіса, Крістофера Марлоу і Гейсельбрехта (реж. Андрій Приходько, Національний академічний драматичний театр імені Івана Франка, м. Київ)[7]
  - «Ми всі коти й кицьки» Мари Заліте (реж. Валентин Козьменко-Делінде, Національний академічний драматичний театр імені Івана Франка, м. Київ)
  - «Пригоди невгамовного Зайчика та Червоної Шапочки» Людмили Колосович за мотивами казки братів Грімм (реж. Людмила Колосович, Львівський муніципальний театр)
  - «Чайка» Антона Чехова (реж. Володимир Петренко, Дніпровський драматичний молодіжний театр «Віримо!»)
  - «Шестеро персонажів у пошуках автора» Луїджі Піранделло (реж. Олексій Кравчук, Луганський обласний академічний український музично-драматичний театр)

## Нагороди
- Національна премія України імені Тараса Шевченка (театральне мистецтво) —

- Премія імені Леся Курбаса —
- Премії НСТДУ
  - Премія «Наш Родовід»
  - Премія імені Марії Заньковецької
  - Премія імені Мар'яна Крушельницького
  - Премія імені Панаса Саксаганського
  - Премія імені Сергія Данченка
  - Премія в галузі театрознавства і театральної критики
  - Премія імені Вадима Писарєва
  - Премія імені Віктора Афанасьєва в галузі лялькового театру
  - Премія імені Федора Нірода в галузі сценографічного мистецтва
  - Премія імені Віри Левицької (США—Україна)
  - Премія імені Миколи Садовського
  - Премія імені Володимира Блавацького (США—Україна)
  - Премія імені Марка Бровуна

## Конкурси на заміщення керівних посад
| Дата      | Переможець                           | Посада                              | Театр / Заклад                                                                          | Конкуренти | Коментар, Посилання |
| --------- | ------------------------------------ | ----------------------------------- | --------------------------------------------------------------------------------------- | ---------- | ------------------- |
| 15 квітня | Держипільський Ростислав Любомирович | В.о. директора-художнього керівника | Івано-Франківський академічний український музично-драматичний театр імені Івана Франка |            |                     |

## Діячі театру

### Померли
Січень
- 2 січня —
  -  Сос Сосян (79) — вірменський і радянський актор театру і кіно, народний артист Грузинської РСР (1984)

- 3 січня —
  -  Олександр Абдулов (54) — радянський та російський актор театру і кіно, народний артист Росії

- 6 січня —
  -  Леонід Тарабаринов (79) — український драматичний актор театру та кіно, заслужений артист УРСР (1960), народний артист УРСР (1968), народний артист СРСР (1972)

- 23 січня —
  -  Огненка Миличевич (80) — сербська та югославська театральна діячка

- 26 січня —
  -  Ігор Дмитрієв (80) — радянський та російський актор театру і кіно, Народний артист Росії (1988)

## Театральна література
- Неллі Корнієнко. Запрошення до Хаосу. Театр (художня культура) і синергетика. Спроба нелінійності. — Київ : Нац. центр театр. мистец. ім. Леся Курбаса, 2008. — 246 с. — ISBN 978-966-96527-7-5.[8] [Архівовано 19 лютого 2019 у Wayback Machine.]